# University of Colorado Denver

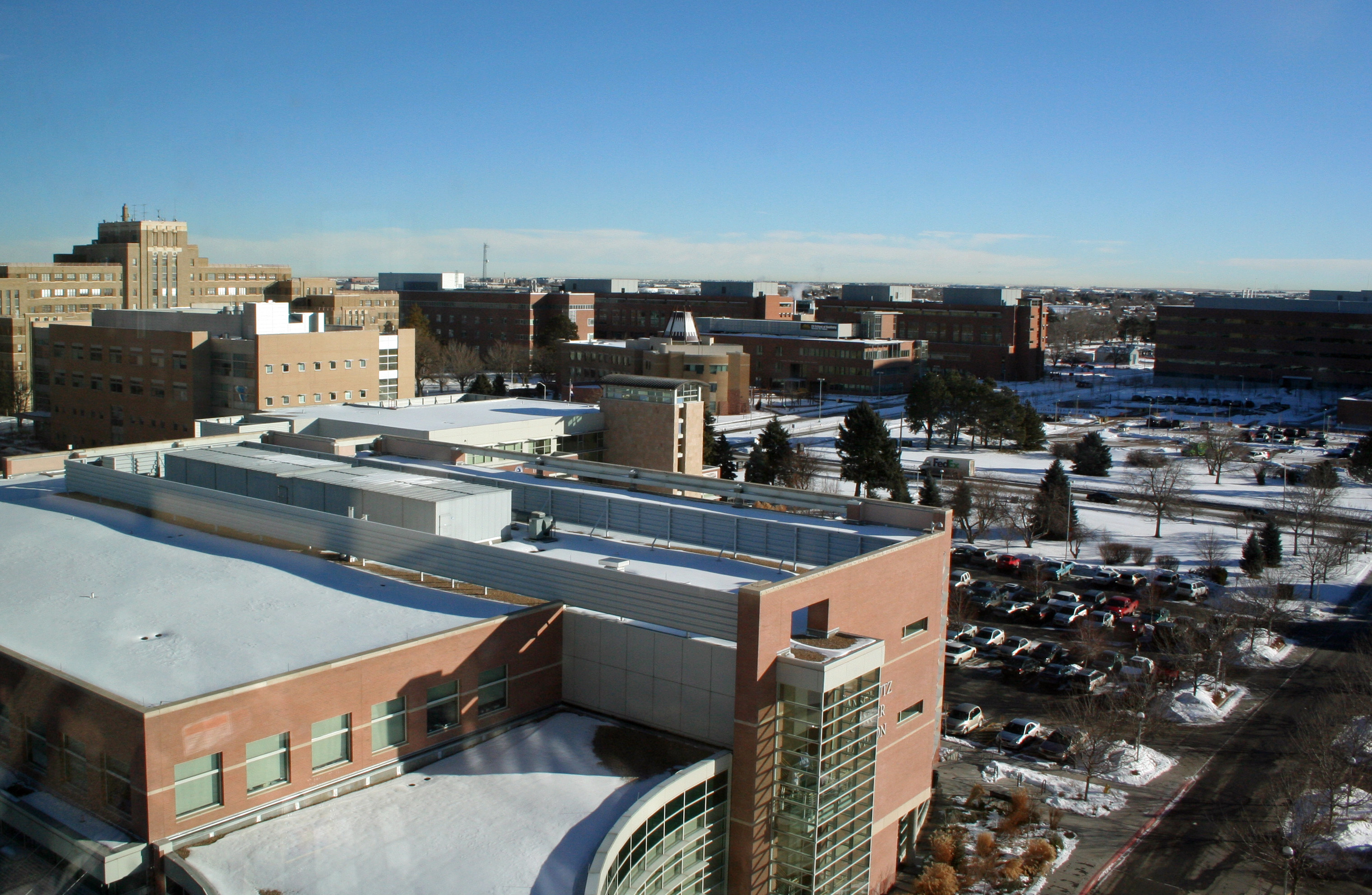
Anschutz Medical Campus

Die University of Colorado Denver (kurz UCD oder UC Denver) ist Teil des University of Colorado System und entstand im Juli 2004 aus der Zusammenlegung der medizinischen Hochschule Health Sciences Center mit ihrem akademischen Lehrkrankenhaus (University of Colorado Hospital) und den sonstigen in Colorados Hauptstadt Denver befindlichen Institutionen der CU:
- College of Architecture and Planning
- College of Arts & Media
- Business School
- School of Education
- College of Engineering and Applied Science
- College of Liberal Arts and Sciences
- Graduate School of Public Affairs

Das Health Sciences Center wurde früher als der vierte Campus der CU gezählt.